# Kristina Sivkova
Kristina Sivkova (Rusia, 28 de febrero de 1997) es una atleta rusa, especialista en la prueba de 4 x 100 m en la que llegó a ser medallista de bronce europea en 2014.

## Carrera deportiva
En el Campeonato Europeo de Atletismo de 2014 ganó la medalla de bronce en los relevos 4 x 100 metros, con un tiempo de 43.22 segundos, llegando a meta tras Reino Unido y Francia (plata), siendo sus compañeras de equipo: Natalia Rusakova, Marina Panteleyeva y Yelizaveta Savlinis.